# Asmate alboguttata
Asmate alboguttata är en fjärilsart som beskrevs av Fettig 1889. Asmate alboguttata ingår i släktet Asmate och familjen mätare. Inga underarter finns listade i Catalogue of Life.